# Gevherriz Hanım
Gevherriz Hanımefendi (en turco otomano: ,گوھریز خانم "parure gema", 1863 - 1940) fue la esposa del Sultán Murad V del Imperio Otomano.
El título completo era: Devletlu İsmetlu Ikinci İkbal Gevherriz Hanım Efendi Hazretleri

## Vida
Gevherriz nació en 1863 en Sochi, Rusia, y era hija de Halil Bey. Cuando los circasianos tuvieron que abandonar Rusia, fue aceptada en la corte otomana, donde creció y se convirtió en oficial antes de convertirse en la concubina de Murad. Se casó con Murad en 1876, cuando ascendió al trono. 
Después de reinar durante tres meses, fue depuesto el 30 de agosto de 1876 debido a inestabilidad mental y encarcelado en el Palacio de Çırağan, Gevherriz lo siguió. Hablaba un francés excelente. También enseñó francés a jóvenes gobernantes y sultanes y también a los hijos de Murad.
Dilberengiz
En sus memorias, Filizten Hanimefendi informa que Gevherriz trabajó con Nakşifend Kalfa, el tesorero Dilberengiz, el eunuco Hüseyin Ağa y Hüsnü Bey (que era el segundo secretario de Murad) para permitir que un médico británico se reuniera con Murad para determinar el estado mental de Murad. No está claro qué tan cierta es esta historia, y es posible que el médico fuera enviado por albañiles en lugar de por los británicos.
Enviudó después de la muerte de Murad en 1904, y su encarcelamiento en el Palacio de Çırağan llegó a su fin. En total, recibió 1500 kuruş (centavo) como salario. Sin embargo, más tarde, durante el reinado del sultán Mehmed V, se redujo a solo 500 kuruş. Después de eso, su hijastra, Hatice Sultan, le escribió a Mehmet Cavit Bey, miembro del Comité de Unión y Progreso, pidiéndole que aumentara su salario a por lo menos 800 kuruş.
Inmediatamente después de la muerte de Murad, fue enviada a Bursa por unos años con las otras esposas de Murad, Remzşinas Hanımefendi, Nevdürr Hanımefendi y Filizten Hanımefendi, pero luego regresó a Estambul y se volvió a casar con un tal Hüsnü Bey en 1915, pero su matrimonio fue muy infeliz.
Durante el exilio de la familia imperial en marzo de 1924, Gevherriz, como miembro auxiliar de la familia, decidió quedarse en Estambul.
Gevheriz murió en 1940 en Estambul a la edad de 66 o 67 años.